# Джордан (игрок в пляжный футбол)
Джордан Александре Грило Сантуш (порт. Jordan Alexandre Grilo Santos; род. 2 июля 1991, Торонто) — португальский игрок в пляжный футбол. В составе сборной Португалии дважды становился чемпионом мира (2015, 2019). Лучший игрок мира 2019 года в пляжном футболе.

## Биография
Джордан стал вторым ребёнком в семье португальцев, проживавших в Канаде. Когда ему был один год семья приняла решение вернуться в Португалию, осев в городе Назаре, расположенном на побережье Атлантического океана.
Занимался футболом на юношеском уровне в клубах «Назаренос», «Паштельераи» и «Санта-Маринья». Играл в низших лигах Португалии, но впоследствии переключился на пляжный футбол. Защищал цвета таких португальских команд как «Лейрия», «Шотао», «Спортинг», «Беленесиш» и «Брага». За рубежом имел опыт выступления в «Аль-Ахли» (ОАЭ), «Катанию» (Италия), «Ешил Эрджиш Беледийе» (Турция), «Мэйчжоу Хакка» (Китай) и «Анчиету» (Бразилия). В России играл за московский «Спартак» и самарские «Крылья Советов».
За сборную Португалии по пляжному футболу дебютировал в 2010 году и с тех пор отличился 240 голами в её составе. Пять раз участвовал в розыгрышах чемпионатов мира (2011, 2015, 2017, 2019, 2024), завоевав две титула на мундиалях в Португалии и Парагвае. По итогам 2019 года был признан лучшим игроком мира в пляжном футболе и был включён в символическую сборную мира.
В 2020 году в городе Назаре пляжный стадион, на котором начинал свою карьеру Джордан, решением городской администрации получил его имя.
Женат на Мелиссе. В 2016 году у пары родилась дочь Ноа.

## Достижения
Сборная
- Чемпион мира: 2015, 2019
- Серебряный призёр Межконтинентального кубка: 2017
- Бронзовый призёр Межконтинентального кубка: 2014
- Победитель Евролиги: 2015, 2019, 2020, 2021
- Серебряный призёр Евролиги: 2013, 2016, 2017
- Бронзовый призёр Евролиги: 2014, 2018
- Победитель Кубка Европы: 2016
- Победитель Европейских игр: 2019
- Бронзовый призёр Европейских игр: 2015

Клубные
- Победитель Кубка европейских чемпионов: 2017, 2019, 2024 (Брага)
- Серебряный призёр Кубка европейских чемпионов: 2020, 2021, 2022 (Брага)
- Бронзовый призёр Кубка европейских чемпионов: 2014 (Брага)
- Победитель Клубного Мундиалито: 2019, 2020 (Брага)
- Серебряный призёр Клубного Мундиалито: 2021 (Брага)
- Бронзовый призёр Клубного Мундиалито: 2015 (Аль-Ахли)
- Финалист Кубка чемпионов мира: 2019 (Мэйчжоу Хакка)
- Серебряный призёр чемпионата России: 2019 (Спартак)
- Бронзовый призёр чемпионата России: 2018 (Спартак)
- Финалист Кубка России: 2017 (Крылья Советов)
- Чемпион Португалии: 2014, 2015, 2017, 2018, 2022, 2023
- Победитель Кубка Португалии: 2019, 2021, 2023
- Победитель Суперкубка Португалии: 2022, 2023
- Чемпион Турции: 2018
- Победитель Кубка Италии: 2024

Индивидуальные
- Лучший игрок в пляжном футболе: 2019
- Серебряный мяч чемпионата мира: 2019
- Лучший бомбардир Межконтинентального кубка: 2017
- Лучший игрок Евролиги: 2019
- Лучший игрок Кубка европейских чемпионов: 2019